# 卡貌锡
卡貌锡，是缅甸若開邦孟都县孟都镇区下辖的一个城镇。市区面积为 21.2平方公里。

## 历史
2017年8月，此地曾发生针对印度教徒的“卡貌锡大屠杀”。